# Пиріг

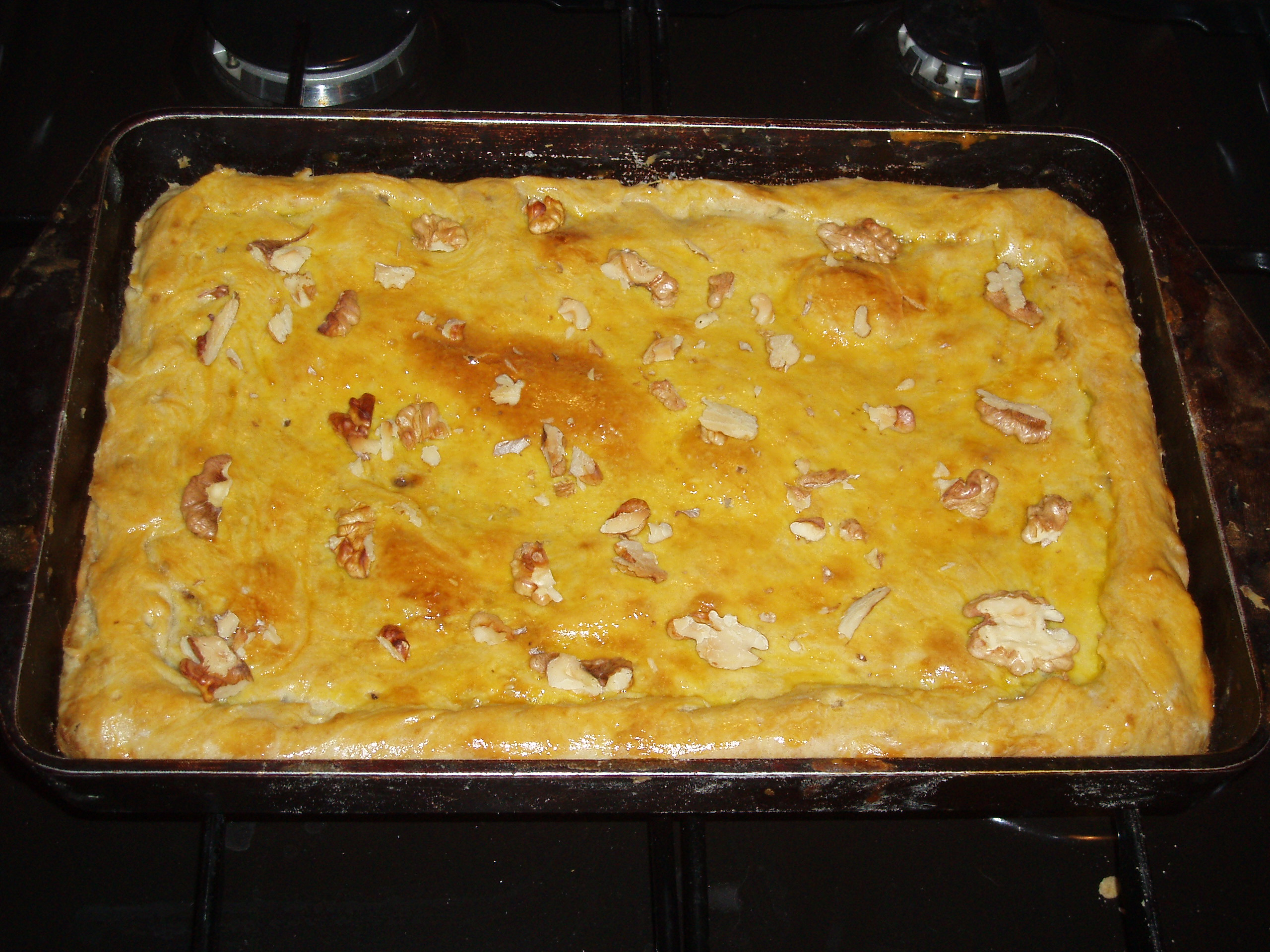
Данський листковий пиріг з яблуками і горіхами

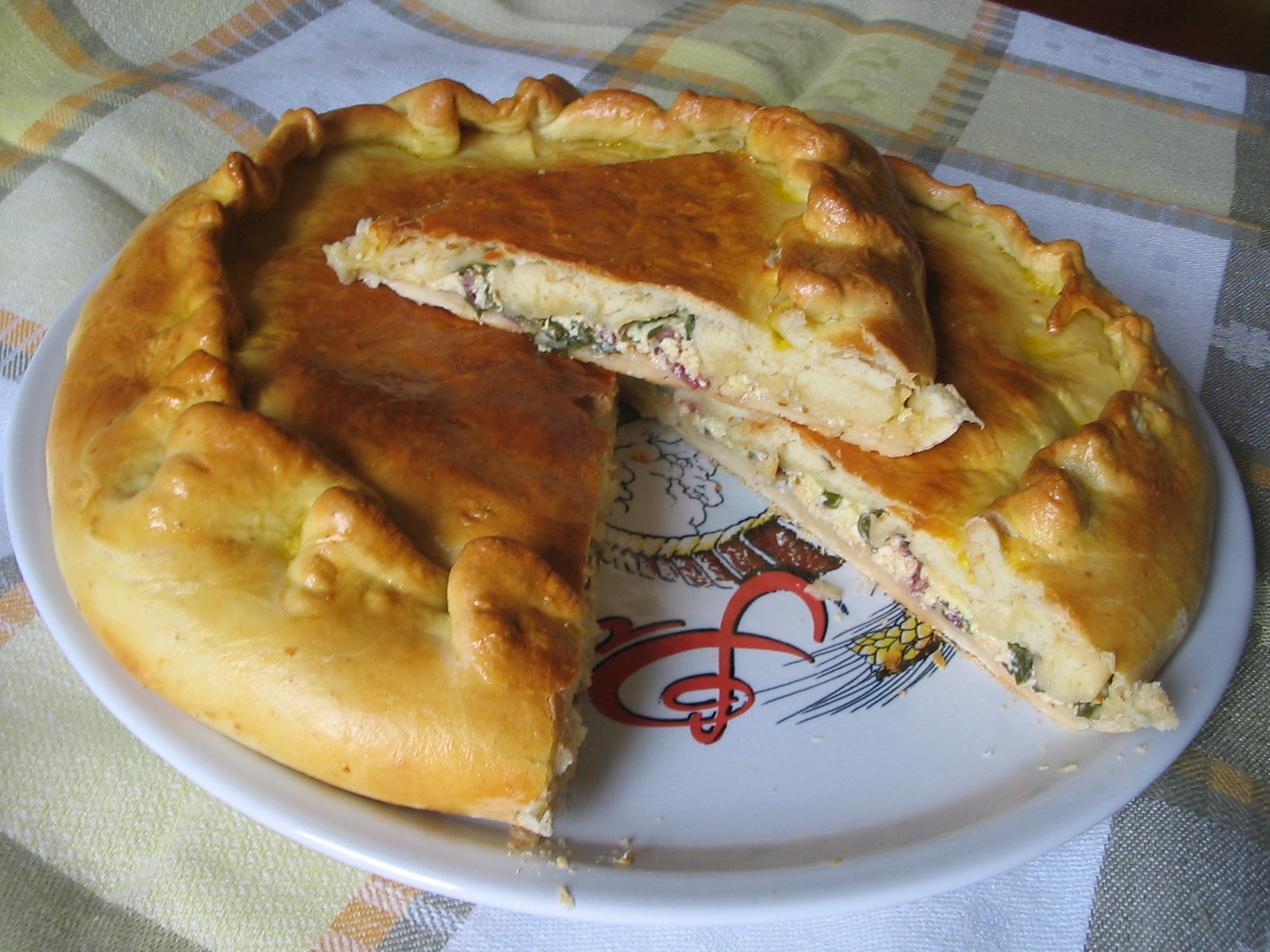
Пиріг із начинкою з бурячанки та домашнього сиру

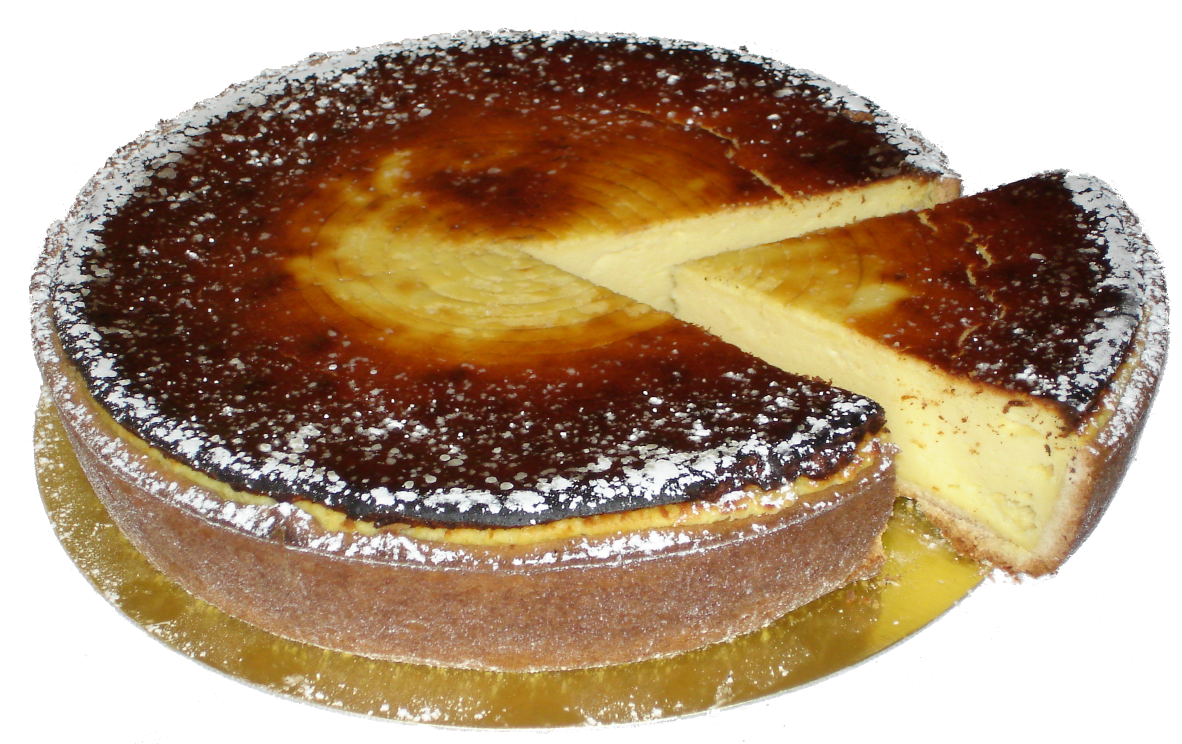
Солодкий пиріг з білим сиром

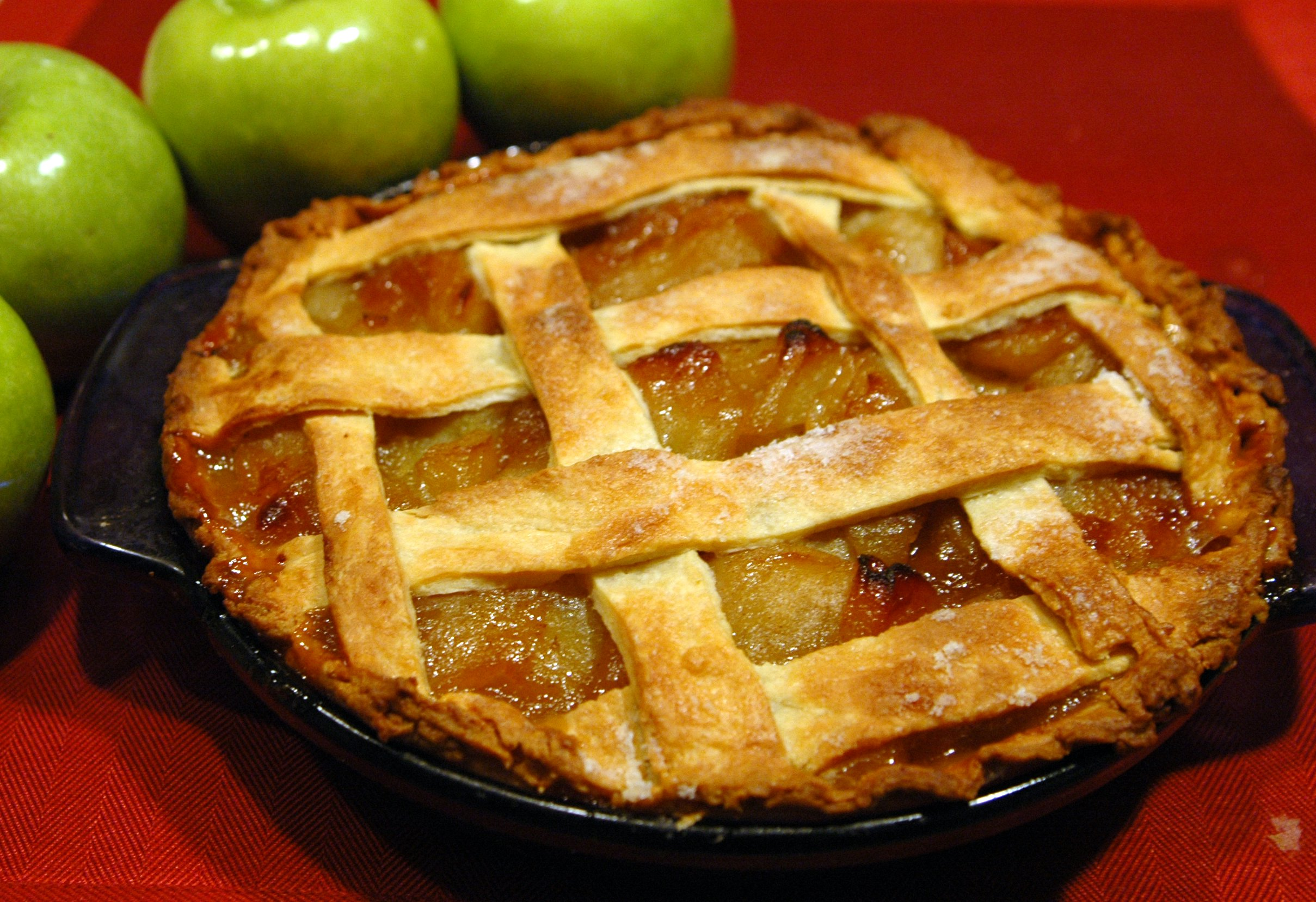
Солодкий пиріг з яблуками

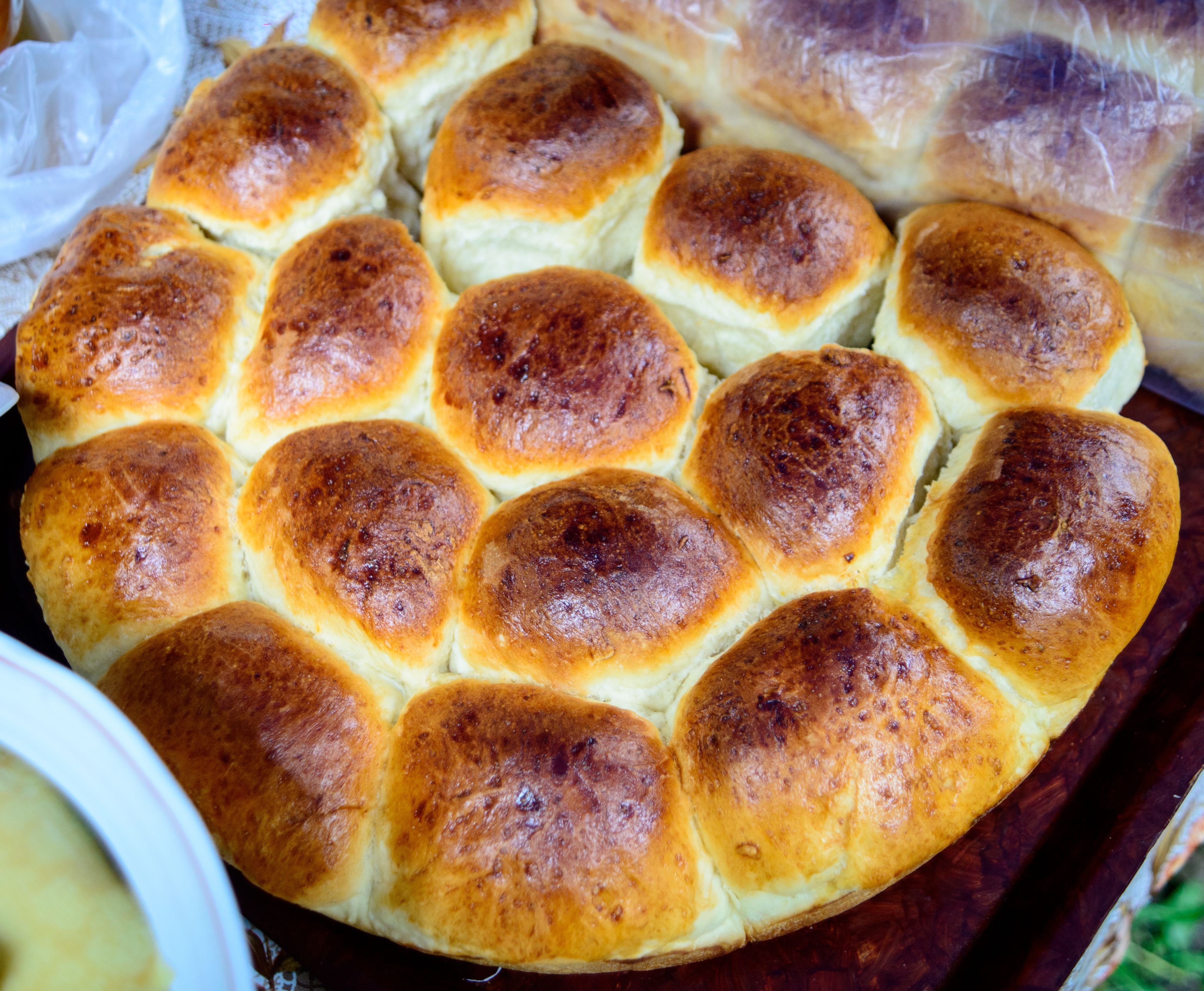
Пироги

Пирі́г — печений виріб із пшеничного тіста, який може мати різні начинки.

## Етимологія
Слово пиріг походить від прасл. *pirogъ, утворене від *pirъ — «бенкет», «пир». Менш ймовірне виведення від прасл. *pyro («пшениця», пор. д.-рус. пыро — «полба»), що змінило вимову під впливом *pirъ, а також припущення про запозичення з тюркських мов (чагат., кримськотат. і тур. böräk — «пиріг з м'ясом»). У давньоруській мові пирогъ означало «пшеничний хліб». Пирогами також називають вареники в деяких західноукраїнських діалектах.

## Історія
Деякі етнографи зазначають, що, окрім українців, жоден з індоєвропейських народів не мав звичаю пекти пироги. Згодом вони набули популярності й в інших народів.
В українській літературі пиріг уперше згадується в поемі Івана Котляревського «Енеїда»:
Уже ж вістимо всім богам:
Еней в Олімпі буде з нами
Живитись тими ж пирогами,
Які кажу пекти я вам.
і знову:
Послів ввели к царю з пихою,
Як водилося у латин;
Несли подарки пред собою:
Пиріг завдовжки із аршин *.
Пиріг зазвичай печуть із дріжджового тіста, але може бути також з пісочного чи листкового тіста. За формою пироги бувають різні: прямокутні, круглі, овальні, продовгасті. Вони можуть бути закритими або відкритими. Пиріг є великий, розрахований на декількох (чи й кільканадцятеро) людей, а пиріжок — меншого розміру, його може з'їсти одна людина.

## Начинка

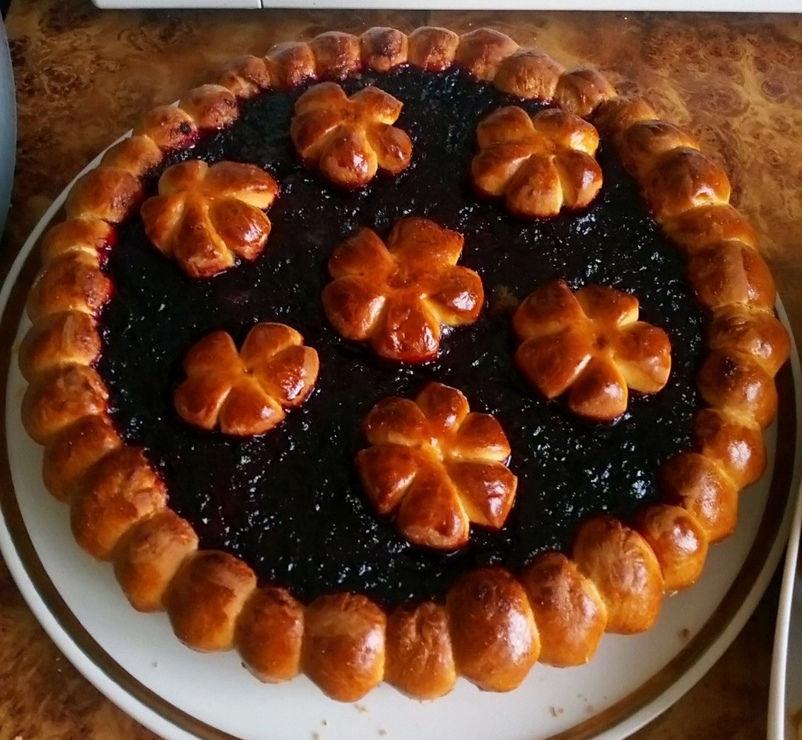
Пиріг із черемхою. Сибір

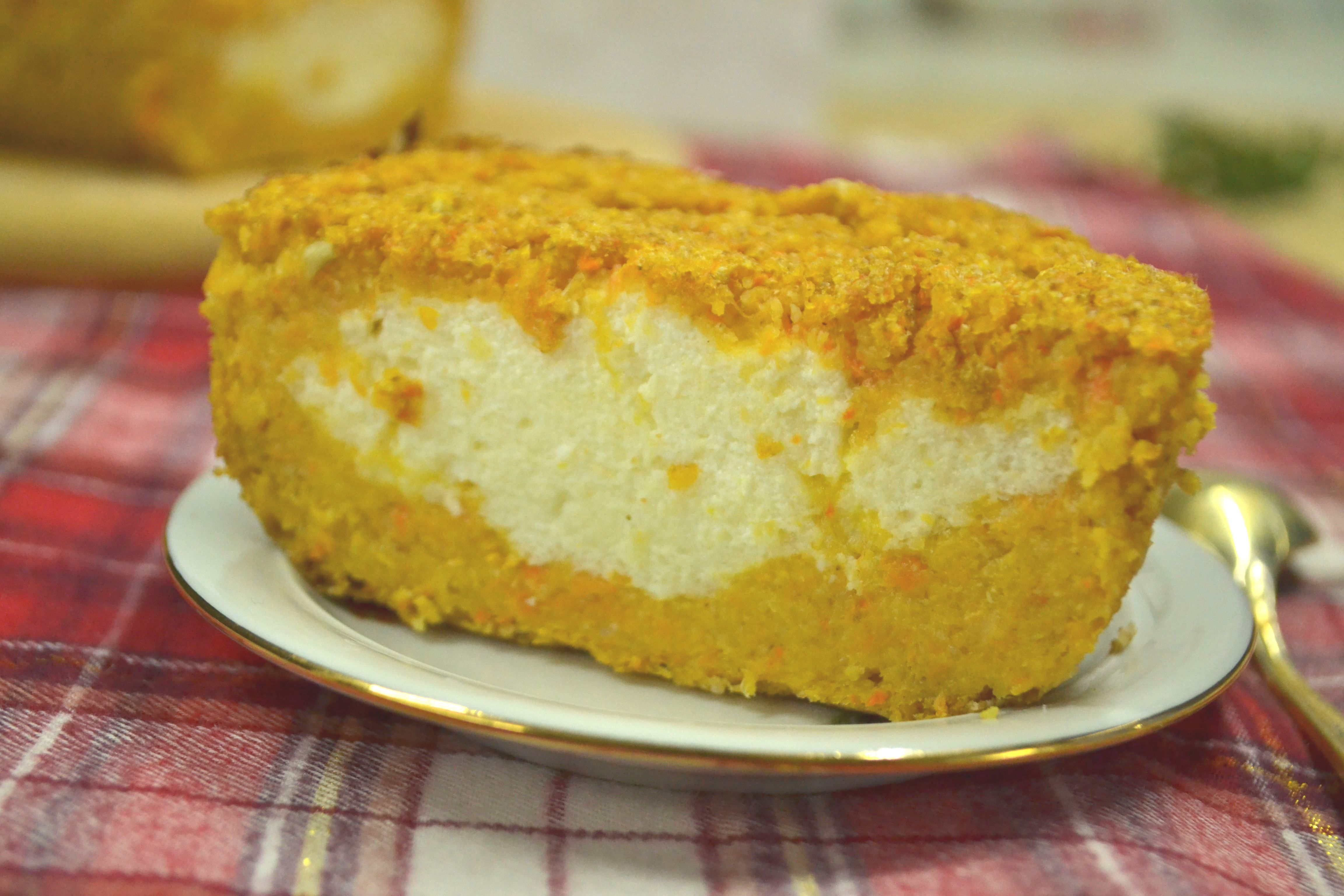
Гарбузово-сирний пиріг

Начинкою до пирогів бувають різні продукти рослинного чи тваринного походження: м'ясо, риба, гриби, сир, квасоля, горох, гречка, картопля, морква, капуста, мак, вишні, сливи, яблука, груші, полуниця, малина тощо. Ліплені пироги були ритуальною стравою впродовж тисячоліть.

## Пиріг в українській культурі

### Фразеологізми та приповідки
- Коли не пиріг, то й не пирожися, коли не вмієш, то й не берися!
- на пироги — у гості.
- Де кисіль — там я й сів, де пиріг — там я й ліг!

### Пісні (щедрівки)
Щедрую, щедрую —
Я пироги чую.
Як не дасте пирога,
Візьму вола за рога,
Та виведу за поріг,
Та заріжу за пиріг.
У ріг буду трубити,
А воликом робити.
Де волик рогом —
Там жито стогом.
Де волик ногою —
Там жито копою.
(записано від І.Пестонюка у c. Висоцьку Дубровицького району, Рівненської області).